# Gyulakuta község
Gyulakuta község (románul: Comuna Fântânele) község Maros megyében, Romániában. Központja Gyulakuta, beosztott falvai Bordos, Csöb, Havadtő, Kelementelke, Rava.

## Népessége
A 2011-es népszámlálás adatai alapján a község népessége 4693 fő volt.